# 藍坊主
藍坊主（あおぼうず）は、日本のロックバンド。所属レーベルはLuno Records。

## 概要
- hozzy（Vo）、田中ユウイチ（Gt）、藤森真一（Ba）の3人からなるバンド。
- 1999年、神奈川県小田原市出身の幼馴染3人でバンドを結成。
- 2004年5月12日、トイズファクトリーからアルバム『ヒロシゲブルー』を発売、メジャーデビュー。
- 2005年3月16日、サポートメンバーだった渡辺が正式加入し、現在の4人編成になる。
- バンド名は、高校時代に組んだザ・ブルーハーツのコピーバンド「ザ･ブルーボーズ」のブルーを“藍”に、ボーズを“坊主”に変えて“藍坊主”となった。

## メンバー
- hozzy（ホジー、1982年6月27日（43歳） -、B型）ボーカル、ギター
本名：佐々木健太（ささき けんた）。作詞・作曲時は本名名義。
「hozzy」という名前は、「佐々木健太」→「佐々木小次郎」→「佐々木ホジ郎」→「ホジー」と変化したことによる。
- 田中ユウイチ（たなか ユウイチ、1982年6月8日（43歳） -、B型）ギター
大のラーメン好き、SNS（主にTwitter）での活動が盛んで、ファンと交流を持つ一面も持つ。
- 藤森真一（ふじもり しんいち、1983年3月10日（42歳） -、AB型）ベース
バンドのリーダー。
2011年に関ジャニ∞の「宇宙に行ったライオン」、2015年に水樹奈々の「エデン」で楽曲提供を行った。

## 旧メンバー
- 亀井栄 （かめい ひさし、1982年7月15日（42歳）-、A型）ドラムス
2004年脱退。現在は小田原市でライブハウス「小田原姿麗人」の統括を務めている。
- 渡辺拓郎（わたなべ たくろう、1982年10月5日（42歳） -、O型）ドラムス
2004年にサポートメンバーとして迎え、2005年に正式加入。
2021年8月19日をもって脱退[1]。

## 略歴
- 1999年
当時高校生だった藤森とhozzyと亀井（前ドラマー）で、藍坊主の前身となるザ・ブルーハーツのコピーバンド“ザ･ブルーボーズ”を結成。（ハーツを繰り返して言っているとボーズに聞こえたため、ザ・ブルーボーズに。）
バンド名はhozzyがクラスメイトに、ブルーハーツのコピーバンドをやるが名前がまだ決まっていないという話をしたときに「お前丸坊主だし、ブルーボーズでいいじゃん」と言われたから[2]。
- 2000年
“藍坊主”に改名。
- 2001年
藤森と保育園からの幼馴染の田中が加入。
地元小田原や八王子、下北沢を中心にライブ活動開始。
- 2002年
自主製作CD「道」をライブ会場のみで販売。1000枚完売。
- 2003年
2月12日、インディーズアルバム「藍坊主」発売。
5月21日、V.A「PUNK ROCK CAMP!」に参加。
6月4日、V.A「PUNK CHIPS」に参加。
6月7日、V.A「D★SELDOM」に参加。
- 2004年
3月、当時ドラマーを務めていた亀井が脱退。
  - 田中の高校時代のクラスメイトでありバンド仲間だった渡辺をサポートメンバーとして迎える。

5月12日、トイズファクトリーからアルバム「ヒロシゲブルー」を発売、メジャーデビュー。
- 2005年
3月16日、1stシングル「ウズラ」発売。
  - この日、それまでサポートメンバーだったドラマーの渡辺が正式に加入。
  - “ウズラとべないずら”ツアーを行う。

5月18日、2ndアルバム「ソーダ」発売。
  - レコ発ツアー“ソーダ！ツアーに行こう！！2005”を行う。

11月23日、2ndシングル「スプーン」発売。
  - ボーカルの佐々木健太がhozzyに改名。

12月、藍坊主初のワンマンツアー“サジは投げられた”を行う。
- 2006年
3月15日、3rdシングル「桜の足あと」発売。
4月26日、3rdアルバム「ハナミドリ」発売。
  - レコ発ツアー“魅惑のハナミドリーム”を行う。:10月18日、4thシングル「ハローグッバイ」発売。
  - ツアー“藍坊主がやってくる　ヤァ！ヤァ！ヤァ！”を行う。
- 2007年
2月28日、5thシングル「コイントス」発売。
  - 藍坊主企画“藍空音楽祭”東名阪クアトロツアーを行う。

5月30日、6thシングル「空を作りたくなかった」発売。
  - レコ発ツアー“amaotone”を行う。
  - ツアーファイナルは渋谷C.C.Lemonホールで藍坊主初のホールライブとなり、チケットはソールドアウト。

8月4日、トロロロックフェスティバルにて初の夏フェス出演。
8月18日、ライジング・サン・ロックフェスティバルにて初の大型野外フェス出演。
12月14日、渋谷AXにてワンマンライブ。チケットは即日ソールドアウト。
12月29日・12月30日、COUNTDOWN JAPAN 07/08（幕張・大阪）初出演。
- 2008年
3月12日、7thシングル「言葉の森」発売。
4月2日、4thアルバム「FORESTONE」発売。
  - ツアー“森と共に去りぬ”を行う。全34箇所。
  - ツアーファイナルは7月6日、Zepp Tokyoで行い、チケットはソールドアウト。

11月12日、8thシングル「マザー」発売。同時に、初のLIVE DVD「aobozu TOUR 2008～森と共に去りぬ～」発売。
12月14日、新木場STUDIO COASTにてワンマンライブ“暮れと共に去りぬ～aobozu2000-2008～”を行い、チケットはソールドアウト。
- 2009年
  - ツアー“aobozu TOUR 2009 ～百景～を行う。

5月20日、9thシングル「名前の無い色」発売。
- 2010年
1月13日、10thシングル「伝言」発売。
2月17日、5thアルバム「ミズカネ」発売。
11月10日、11thシングル「あさやけのうた/ すべては僕の中に、すべては心の中に」とLIVE DVD「aobozu TOUR 2010 こぼれるシルバー 日比谷野外大音楽堂」同時発売。
- 2011年
4月27日、12thシングル「星のすみか」と同時にベストアルバム「the very best of aobozu」を発売。
5月6日、藍坊主初の日本武道館ワンマンライブ「藍空大音楽祭～the very best of aobozu～」を行う。
11月16日 、楽曲提供した「宇宙に行ったライオン」が含まれている関ジャニ∞のアルバム、「FIGHT」が発売された。
12月7日、13thシングル「生命のシンバル」発売。
- 2012年
4月4日、14thシングル「ホタル」発売。
4月18日、6thアルバム「ノクティルカ」発売。
5月4日、ツアー「aobozu TOUR 2012 ～夜型人間は朝眠る～」を行う。
12月12日、15thシングル「星霜、誘う」発売。
- 2013年
5月15日、1stミニアルバム「ブルーメリー」発売。
7月5日、ツアー「aobozu TOUR 2013 ～境界を溶解する妖怪～」を行う。
11月6日、2ndミニアルバム「S/Normally」発売。
12月11日、aobozu LIVE 2013「OTOMOTO百景夜光～大江戸からくり灯籠の怪～」を行う。
- 2014年
2月1日、ツアー「aobozu TOUR 2014～すっかり羽と化している～」を行う。
5月12日、メジャーデビュー10周年を記念して「10th Anniversary aobozu LIVE 2014 「OTOMOTO～膝蹴り男編～」」を行う。
5月27日、hozzyが2014年のベスト･ミュージック・イラストレーターを受賞。タイトルは「夏の銀景」。
7月12日、5月のライブの続編として「10th Anniversary aobozu LIVE 2014 「OTOMOTO～ふたたびの膝蹴り男編～」」を行う。
8月29日、配信限定シングル「向日葵」発売。
12月10日、7thアルバム「ココーノ」発売。
- 2015年
1月16日、ツアー「aobozu TOUR 2015 ～時計仕掛けのミシン～」を行う。
6月20日、自主レーベル「Luno Records」を設立。
7月22日、LIVE DVD「aobozu TOUR 2015 ～時計仕掛けのミシン～ at 渋谷公会堂」発売。
8月5日、16thシングル「降車ボタンを押さなかったら」発売。
12月9日、17thシングル「魔法以上が宿ってゆく」発売。
- 2016年
9月14日、8thアルバム「Luno」発売。
- 2017年
5月21日、配信限定シングル「群青」発売。
- 2018年
1月24日、3rdミニアルバム「木造の瞬間」発売。
- 2019年
2月11日、配信限定シングル「レタス」発売。
7月10日、4thミニアルバム「燃えない化石」発売。
- 2021年

　　　5月29日、半月酒場(hozzy&田中ユウイチ)による藍坊主セルフカバーシングル「半月(In Acoustic)」発売。
　 8月19日、ドラマーを務めていた渡辺が脱退。
　 11月3日、aobozu LIVE 2021「藍坊主 NOT DEAD – FINAL -」を行う。
　 11月6日、18thシングル「夏の金網」発売。
- 2022年

　　　6月11日、半月酒場2ndシングル「半月(In Acoustic)II」発売。
　　　10月12日、19thシングル(デジタル配信)「プールサイドヒーローズ」発売。
- 2023年

　　　5月24日、5thミニアルバム「月の円盤」発売。
- 2025年

　　　25周年を迎えるツアーに元メンバーの亀井がサポート参加する。

## ディスコグラフィ
メジャーデビュー作「ヒロシゲブルー」以降に発売されたCDはメンバーの「バンドの言葉に対する姿勢を視覚的に理解してもらう」という意向から、歌詞は縦書き、ブックレット・ケースが日本語の書物と同じ開き方になっている。

### 自主制作音源
- 「藍坊主」　（1stデモテープ）

1. 未成年
2. 僕と同じ
3. しあわせどんぐり
4. 雫
5. ベルガモット
6. プリティーパンクミュージック
7. ジャックⅢ

- 「藍空」　（2ndデモテープ）

1. Love&Pease
2. セミのぬけがら
3. 夏草
4. 両手と片手

- 「道」　（2002年、ライブ会場でのみ1000枚限定発売。初のCD音源、全7曲+1曲。）

1. 未知の道の道
2. 未成年
3. しあわせどんぐり
4. 武器よサラバ
5. セミのぬけがら
6. ランランラン
7. 両手と片手

### インディーズ

#### シングル
|     | リリース      | タイトル | 規格品番       | 最高順位 |
| --- | ------------- | -------- | -------------- | -------- |
| 1st | 2003年8月6日  | 雫       | CD：DLCR-03081 | 52位     |
| 2nd | 2003年9月17日 | 空       | CD：JMHC-1001  | 66位     |

#### アルバム
|     | リリース      | タイトル                    | 規格品番       | 最高順位 | 備考                    |
| --- | ------------- | --------------------------- | -------------- | -------- | ----------------------- |
| 1st | 2003年2月12日 | 藍坊主                      | CD：DLCR-03021 | 125位    |                         |
|     | 2005年1月5日  | BUDDY RECORDS SAMPLER vol.1 | CD：IWGP-001   | -        | 13.風の伝言(メッセージ) |

### メジャー

#### シングル
|      | リリース       | タイトル                                          | 規格品番                                              | 最高順位 |
| ---- | -------------- | ------------------------------------------------- | ----------------------------------------------------- | -------- |
| 1st  | 2005年3月16日  | ウズラ                                            | CD：TFCC-89134                                        | 35位     |
| 2nd  | 2005年11月23日 | スプーン                                          | CD：TFCC-89152                                        | 40位     |
| 3rd  | 2006年3月15日  | 桜の足あと                                        | CD：TFCC-89161                                        | 28位     |
| 4th  | 2006年10月19日 | ハローグッバイ                                    | CD：TFCC-89185                                        | 19位     |
| 5th  | 2007年2月28日  | コイントス                                        | CD：TFCC-89190                                        | 24位     |
| 6th  | 2007年5月30日  | 空を作りたくなかった                              | CD：TFCC-89205                                        | 30位     |
| 7th  | 2008年3月12日  | 言葉の森                                          | CD：TFCC-89239                                        | 29位     |
| 8th  | 2008年11月12日 | マザー                                            | CD：TFCC-89266                                        | 28位     |
| 9th  | 2009年5月20日  | 名前の無い色                                      | CD：TFCC-89275                                        | 32位     |
| 10th | 2010年1月13日  | 伝言                                              | CD：TFCC-89290                                        | 21位     |
| 11th | 2010年11月10日 | あさやけのうた/すべては僕の中に、すべては心の中に | CD：TFCC-89316                                        | 30位     |
| 12th | 2011年4月27日  | 星のすみか                                        | CD：TFCC-89327                                        | 29位     |
| 13th | 2011年12月7日  | 生命のシンバル                                    | CD（初回盤）：TFCC-89356 CD（通常盤）：TFCC-89357     | 45位     |
| 14th | 2012年4月4日   | ホタル                                            | CD+DVD（初回盤）：TFCC-89366 CD（通常盤）：TFCC-89367 | 20位     |
| 15th | 2012年12月12日 | 星霜、誘う                                        | CD+DVD（初回盤）：TFCC-89418 CD（通常盤）：TFCC-89419 | 28位     |
| 16th | 2015年8月5日   | 降車ボタンを押さなかったら                        | CD：DLCR-15081                                        | 71位     |
| 17th | 2015年12月9日  | 魔法以上が宿ってゆく                              | CD：DLCR-15122                                        | 64位     |
|      | 2021年6月5日   | 半月(In Acoustic)                                 | CD：LUNO-001                                          | 限定     |
|      | 2021年11月6日  | 夏の金網                                          | CD：LUNO-002                                          | 限定     |
|      | 2022年7月9日   | 半月(In Acoustic)II                               | CD：LUNO-003                                          | 限定     |

#### 配信
| リリース       | タイトル                         | 備考                                                                                     |
| -------------- | -------------------------------- | ---------------------------------------------------------------------------------------- |
| 2013年9月2日   | 宇宙が広がるスピードで           | 2ndミニアルバム『S/Normally』より先行配信。 Sammy PACHINKO「CR ROOKIES」イメージソング。 |
| 2014年8月29日  | 向日葵                           | 1. 向日葵 2. 夏の銀景 3. オーケストラ                                                    |
| 2017年5月21日  | 群青                             |                                                                                          |
| 2019年2月11日  | レタス                           |                                                                                          |
| 2021年6月5日   | ホタル (Acoustic ver.)           | 半月酒場(hozzy&田中ユウイチ)による藍坊主セルフカバー                                     |
| 2021年11月4日  | 夏の金網                         |                                                                                          |
| 2022年6月8日   | ジムノペディック (Acoustic ver.) | 半月酒場(hozzy&田中ユウイチ)による藍坊主セルフカバー                                     |
| 2022年10月12日 | プールサイドヒーローズ           |                                                                                          |
| 2024年1月31日  | 流れ星になったんだ               | 2月よりツアー会場・公式ストア限定でCD付絵本でも発売                                      |
| 2025年2月19日  | ニューロン                       | 松井恵理子への提供曲セルフカバー                                                         |

#### フルアルバム
|     | リリース       | タイトル       | 規格品番                                               | 最高順位 |
| --- | -------------- | -------------- | ------------------------------------------------------ | -------- |
| 1st | 2004年5月12日  | ヒロシゲブルー | CD：TFCC-86155                                         | 30位     |
| 2nd | 2005年5月18日  | ソーダ         | CD：TFCC-86180                                         | 29位     |
| 3rd | 2006年4月26日  | ハナミドリ     | CD：TFCC-86194                                         | 26位     |
| 4th | 2008年4月2日   | フォレストーン | CD+DVD（初回盤）：TFCC-86250 CD（通常盤）：TFCC-86251  | 15位     |
| 5th | 2010年2月17日  | ミズカネ       | CD+DVD（初回盤）：TFCC-86320 CD（通常盤）：TFCC-86321  | 10位     |
| 6th | 2012年4月18日  | ノクティルカ   | CD+DVD（初回盤）：TFCC-86380 CD（通常盤）：TFCC-86381  | 9位      |
| 7th | 2014年12月10日 | ココーノ       | 2CD+DVD（初回盤）：TFCC-86495 CD（通常盤）：TFCC-86496 | 24位     |
| 8th | 2016年9月14日  | Luno           | CD+DVD（初回盤）：TRJC-1058 CD（通常盤）：TRJC-1059    | 32位     |

#### ミニアルバム
|     | リリース      | タイトル     | 規格品番 | 最高順位 |
| --- | ------------- | ------------ | --- | -------- |
| 1st | 2013年5月15日 | ブルーメリー | CD+DVD（初回盤）：TFCC-86437 CD（通常盤）：TFCC-86438                                                                    | 17位     |
| 2nd | 2013年11月6日 | S/Normally   | CD+DVD（初回盤）：TFCC-86446 CD（通常盤）：TFCC-86447                                                                    | 28位     |
| 3rd | 2018年1月24日 | 木造の瞬間   | CD+BOOK（初回盤）：TRJC-1077 CD（通常版）：TRJC-1078                                                                     | 48位     |
| 4th | 2019年7月10日 | 燃えない化石 | CD+リリックブック（初回盤）：TRJC-1089 CD（通常盤）：TRJC-1090                                                           | 35位     |
| 5th | 2023年5月24日 | 月の円盤     | CD＋LPサイズ ジャケットフォトアート（初回盤A）：TRJC-1132 CD＋DVD（初回盤B）：TRJC-1133 TRJC-1134 CD（通常盤）：TRJC1135 | 56位     |

#### ベストアルバム
| リリース      | タイトル                | 規格品番                                            | 最高順位 |
| ------------- | ----------------------- | --------------------------------------------------- | -------- |
| 2011年4月27日 | the very best of aobozu | 3CD（初回盤）：TFCC-86354 2CD（通常盤）：TFCC-86355 | 13位     |

#### DVD
|     | リリース       | タイトル                                               | 規格品番   | 最高順位 |
| --- | -------------- | ------------------------------------------------------ | ---------- | -------- |
| 1st | 2008年11月12日 | aobozu TOUR2008 〜森と共に去りぬ〜                     | TFBQ-18092 | 15位     |
| 2nd | 2010年11月10日 | aobozu TOUR 2010 こぼれるシルバー 日比谷野外大音楽堂   | TFBQ-18110 | 20位     |
| 3rd | 2011年12月7日  | 藍空大音楽祭 ～the very best of aobozu～ at 日本武道館 | TFBQ-18120 | 33位     |
| 4th | 2015年7月22日  | aobozu TOUR 2015 ～時計仕掛けのミシン～ at 渋谷公会堂  | DLMV-15072 | 55位     |

### バンドスコア
| タイトル                                    | 書籍番号                                                    | 発売日        |
| ------------------------------------------- | ----------------------------------------------------------- | ------------- |
| 藍坊主／ヒロシゲブルー                      | ISBN 4-285-10244-7                                          | 2005年5月30日 |
| 藍坊主／ソーダ                              | ISBN 4-285-10244-7                                          | 2005年10月6日 |
| 藍坊主／ハナミドリ                          | ISBN 4-285-10973-5                                          | 2006年9月8日  |
| 藍坊主／フォレストーン                      | ISBN 978-4-285-11940-4                                      | 2008年7月15日 |
| 藍坊主／ミズカネ                            | ISBN 978-4-285-12664-8                                      | 2010年6月25日 |
| 藍坊主／the very best of aobozu Vol.1&Vol.2 | [Vol.1]ISBN 978-4-285-13070-6 [Vol.2]ISBN 978-4-285-13071-3 | 2011年7月28日 |

### 楽曲提供
- 関ジャニ∞　「宇宙に行ったライオン」（作詞・作曲：藤森真一、編曲：藤森真一/野間康介）
- 水樹奈々　「エデン」（作曲：藤森真一）
- 水樹奈々　「サーチライト」（作詞：水樹奈々・藤森真一/作曲：藤森真一）
- 松井恵理子　「ニューロン」（作詞：佐々木健太/作曲：藤森真一/編曲：藍坊主）

### その他
- JR小田原駅発車メロディ 「お猿のかごや」（編曲：藤森真一、全4パターン）

## タイアップ一覧
| 使用年 | 曲名                   | タイアップ                                                                       |
| ------ | ---------------------- | -------------------------------------------------------------------------------- |
| 2003年 | 雫                     | 日本テレビ系『NNNニュースプラス1』テーマソング                                   |
| 2005年 | ウズラ                 | テレビ神奈川『Mutoma JAPAN』3月度オープニング/エンディングテーマ曲               |
| 2005年 | ウズラ                 | 信越放送『Kiss! Music Channel!』3月度エンディングテーマ曲                        |
| 2005年 | 瞼の裏には             | テレビ東京系『JAPAN COUNTDOWN』2005年5月度オープニングテーマ                     |
| 2005年 | 瞼の裏には             | 九州朝日放送『ドォーモ』5月度エンディングテーマ                                  |
| 2005年 | 瞼の裏には             | MBS/スペースシャワーTV『music channel Hz』5月度エンディングテーマ                |
| 2005年 | 瞼の裏には             | 音楽情報番組『Music B.B.』5月度エンディングテーマ                                |
| 2005年 | スプーン               | 北海道テレビ『NO MATTER BOARD（'05-'06シーズン）』2005年11月度エンディングテーマ |
| 2005年 | スプーン               | MBS/スペースシャワーTV『music channel Hz』11月度エンディングテーマ               |
| 2005年 | スプーン               | ABCテレビ『ビーバップ!ハイヒール』11月後半エンディングテーマ                     |
| 2005年 | スプーン               | 中国放送『壺』11月後半エンディングテーマ                                         |
| 2006年 | 桜の足あと             | 岩手めんこいテレビ『BEATNIKS』3月度オープニングテーマ                            |
| 2006年 | 桜の足あと             | 九州朝日放送『ドォーモ』3月度エンディングテーマ                                  |
| 2006年 | 桜の足あと             | テレビ埼玉『MUSIC TRACK』3月度エンディングテーマ                                 |
| 2006年 | 桜の足あと             | テレビ神奈川『Mutoma JAPAN』3月度オープニング/エンディングテーマ曲               |
| 2006年 | 桜の足あと             | 信越放送『Kiss! Music Channel!』3月度エンディングテーマ曲                        |
| 2006年 | ジムノペディック       | テレビ埼玉『Live Cheese』5月度エンディングテーマ                                 |
| 2006年 | ジムノペディック       | MBS/スペースシャワーTV『music channel Hz』5月度エンディングテーマ                |
| 2006年 | ハローグッバイ         | テレビ東京系『JAPAN COUNTDOWN』2006年10月度エンディングテーマ                    |
| 2007年 | コイントス             | 北海道テレビ『NO MATTER BOARD（'06-'07シーズン）』2007年3月度オープニングテーマ  |
| 2007年 | コイントス             | 熊本放送『SOUND STEADY』2007年3月度テーマソング                                  |
| 2007年 | コイントス             | 岩手めんこいテレビ『BEATNIKS』2007年3月度オープニングテーマ                      |
| 2007年 | 空を作りたくなかった   | テレビ神奈川『Mutoma α』オープニングテーマ                                       |
| 2007年 | 空を作りたくなかった   | テレビ埼玉『HOT WAVE』6月度オープニングテーマ                                    |
| 2008年 | 言葉の森               | サンテレビ『BIG TIME TELEVISION』エンディングテーマ                              |
| 2008年 | 言葉の森               | 北海道テレビ『夢チカ18』3月度エンディングテーマ                                  |
| 2008年 | 言葉の森               | STVラジオ『乙女ぷりぷり!』3月度エンディングテーマ                                |
| 2009年 | 名前の無い色           | 日本テレビ系『音楽戦士 MUSIC FIGHTER』2009年5月度オープニングテーマ              |
| 2009年 | 名前の無い色           | フジテレビ『ミューサタ』2009年6月度エンディングテーマ                            |
| 2010年 | 伝言                   | テレビ愛知『a-ha-N Music Channel』1月度エンディングテーマ                        |
| 2010年 | 伝言                   | 長崎国際テレビ『AIR』2月度オープニングテーマ                                     |
| 2011年 | 星のすみか             | テレビアニメ『TIGER & BUNNY』エンディングテーマ（第1話 - 第13話）                |
| 2013年 | 宇宙が広がるスピードで | Sammy PACHINKO「CR ROOKIES」イメージソング                                       |
| 2016年 | うさぎとかめ           | 短編映画『何の話をしているの』主題歌                                             |
| 2017年 | 群青                   | 映画『太陽の夜』主題歌                                                           |
| 2017年 | ブラッドオレンジ       | 映画『太陽の夜』エンディングテーマ                                               |
| 2018年 | 嘘みたいな奇跡を       | テレビ神奈川『ミュートマ2』2月・火曜エンディングテーマ                           |
| 2019年 | レタス                 | 桜美林大学「高校生に、エールを。」CMソング（沖縄限定）                           |
| 2019年 | アンドロメダ           | テレビ神奈川『関内デビル』7月度エンディングテーマ                                |
| 2019年 | 伝言                   | 映画『私たちは、』主題歌                                                         |
| 2022年 | 胸を打つのは           | 小田原市水産海浜課PR動画使用曲                                                   |
| 2022年 | プールサイドヒーローズ | Sammy PACHINKO「P TIGER & BUNNY 〜完全無欠WILDスペック〜」イメージソング         |

## ヘビーローテーション/パワープレイ

### テレビ
| 放送年 | 曲名 | ヘビーローテーション/パワープレイ                |
| ------ | ---- | ------------------------------------------------ |
| 2010年 | 伝言 | 日本テレビ系『音楽戦士 MUSIC FIGHTER』POWER PLAY |

## ミュージックビデオ
| 監督                         | 曲名 |
| NAOYA OHKAWA                 | 「プールサイドヒーローズ」 「卵」 「ニューロン」 |
| 筧昌也                       | 「星霜、誘う」(出演:水木彩也子) |
| 勝又悠                       | 「魔法以上が宿ってゆく」(出演:瑚々) 「群青」(出演:竹内詩乃)                                                                                              |
| 末吉ノブ                     | 「あさやけのうた」 「すべては僕の中に、すべては心の中に」 「ホタル」 「マザー」 「宇宙が広がるスピードで」 「星のすみか」 「青空」 「虫の勾配」 「伝言」 |
| スミス                       | 「コイントス」 |
| 竹石渉                       | 「ハローグッバイ」 「空を作りたくなかった」 「言葉の森」 「名前の無い色」 「瞼の裏には」                                                                 |
| 竹内鉄郎                     | 「ジムノペディック」 「スプーン」 「桜の足あと」 |
| ハヤシサトル                 | 「嘘みたいな奇跡を」(出演:布目直樹 / 大塚りりあ) 「アンドロメダ」(出演:布目直樹 / 安達原旭) 「夏の金網」(出演:池上紗理依)                                |
| hozzy                        | 「夏の銀景」 |
| 眞山広樹                     | 「降車ボタンを押さなかったら」 |
| 森克彦(モリ〇カツ,モリ★カツ) | 「鞄の中、心の中」(出演:初音映莉子) 「ウズラ」(出演:阿藤快/水野絵梨奈) 「雫」(出演:吉居亜希子)                                                           |
| 森岡千織                     | 「ボトルシップ」(出演:阿部真理亜) |
| 吉田ハレラマ                 | 「レタス」 「流れ星になったんだ」 |
| WAKAME                       | 「生命のシンバル」 |
| 不明                         | 「空」 「未知の道の道」 「向日葵」 |

## 主なライブ

### 例えば、あの曲のはなし
「藍坊主の楽曲をより理解してもらえるイベントをしたい。」というhozzyと藤森の思いから、楽曲の弾き語りに加え、影響をうけた本の紹介、影響を受けたアーティストのカバー、当時は話せなかった制作時の背景。
様々な目線から楽曲を掘り下げる企画。